# WNT3A
WNT3A‏ (Wnt family member 3A) هوَ بروتين يُشَفر بواسطة جين WNT3A في الإنسان.